# Cephalispa curva
Cephalispa curva är en tvåvingeart som först beskrevs av Malloch 1935.  Cephalispa curva ingår i släktet Cephalispa och familjen husflugor. Inga underarter finns listade i Catalogue of Life.